# Marmara-Insel
Die Marmara-Insel (türkisch Marmara Adası, griechisch Προκόννησος Prokonnisos) ist eine türkische Insel im Marmarameer in der Nähe der Dardanellen. Die Insel gehört zum Bezirk Marmara in der Provinz Balıkesir. Der altgriechische Name „Prokonnēsos“ wird in der Regel von altgriechisch πρόξ prox, deutsch ‚Reh‘ abgeleitet. Sie erreicht in der Hügelkuppe Büyükçayır im Südwesten mit 699 Metern ihren höchsten Punkt.
Sie war im Altertum bekannt für den Abbau weißen Marmors, der in vielen kleinasiatischen Städten verwendet wurde. Vor allem in frühbyzantinischer Zeit war dieser Marmor im ganzen Mittelmeerraum verbreitet. Die antiken Steinbrüche in der Nähe des Hafenstädtchens Saraylar sind heute noch erhalten und werden seit osmanischer Zeit weiter betrieben. Entsprechend den Ergebnissen neuerer Forschungen stammt der Marmor des Pergamonaltars von dort. Der Marmorabbau ist auch heute noch der Haupterwerbszweig der Insel. Außerdem werden Oliven und Wein angebaut. Auf der Insel sind noch einige alte griechische Dörfer erhalten. Es gibt ein kleines Freilichtmuseum, das besonders Halbfabrikate aus Marmor zeigt.
Die Insel kann über Tekirdağ, Istanbul oder Erdek mit dem Boot erreicht werden.
Die Römisch-katholische Kirche führt die Insel als Titularerzbistum Proconnesus, das Ökumenische Patriarchat von Konstantinopel verleiht den Titel eines Metropoliten von Prikonisos (Μητροπολίτης Προικονήσου).

## Verwaltungszentrum und die Dörfer
Die Marmara-Insel hat fünf Dörfer und eine zentrale Stadt. Die zentrale Siedlung „Marmara“ ist gleichzeitig das Verwaltungszentrum von zwei weiteren Inseln (Avşa- und Ekinlik-Inseln) in der Nähe. Die Gesamtbevölkerung dieser drei Inseln beträgt 9973 für das Jahr 2020. Die Bevölkerung der Dörfer auf der Insel Marmara und die Entfernungen vom Zentrum:
- Marmara (Griechisch; Marmara und Proconnesus); 2183
- Çınarlı (Griechisch; Galemi); 503, 7 Km
- Gündoğdu (Griechisch; Prastio); 278, 4 Km
- Topağaç (Griechisch; Klazaki); 518, 12 Km
- Asmalı (Griechisch; Aftoni); 237, 18 Km
- Saraylar (Griechisch; Palatia); 2687, 24 Km

## Personen
Herodot erzählt über Aristeas von Prokonnesos, einen griechischen Dichter, der auf Prokonnesos lebte.